# 没収
没収（ぼっしゅう）とは、犯罪に関係のある物の所有権を国に移し、国庫に帰属させる刑罰である。日本では、刑法9条・19条に規定されるほか、各種の特別法に規定がある。付加刑であるため、主刑から独立してこの刑罰を単独で科すことはできない。

## 没収に関する刑法総則の規定

### 没収の対象物
刑法上、次の物は没収する（刑法19条1項）。没収するか否かは裁判所の裁量に委ねられている、任意的没収である。
1. 犯罪組成物件
犯罪行為を組成した物（同項1号）。次号の犯罪供用物件とは、犯罪の実行に不可欠な要素か否かで区別される。偽造文書行使罪における「偽造文書」、凶器準備集合罪などで使用した「凶器」、賭博罪の賭物など。
2. 犯罪供用物件
犯罪行為に使用し、又は使用しようとした物や道具（同項2号）。殺人罪や傷害罪で使用した「ナイフ」や「金属バット」、文書偽造罪で作成に用いられた「印章」や「パソコン」など。
犯人による物件の使用意図を要する。単に偶然役に立ったと言うだけでは足りない。
犯罪の結果の保全のために使用したものなど犯罪行為と密接な関連性があるものも含まれる。
3. 犯罪産出物件（犯罪生成物件）・犯罪取得物件・犯罪報酬物件
犯罪行為によって生じ、若しくはこれによって得た物または犯罪行為の報酬として得た物（同項3号）。犯罪産出物件（犯罪生成物件）とは文書偽造罪における「偽造文書」や通貨偽造罪における「偽造通貨」など、犯罪取得物件は窃盗罪の盗品や賭博罪における賭博行為で得られた金品など、犯罪報酬物件とは殺し屋や財産犯の受け子、売り子が仕事の報酬に得た金銭など。
4. 対価物件
犯罪産出物件・犯罪取得物件・犯罪報酬物件の対価として得た物（同項4号）。窃盗罪などにおける盗品の売却利益など。
犯罪組成物件・犯罪供用物件の対価（犯行に用いられた凶器を売却して得られた代金など）は、没収対象とはならない。

なお、拘留または科料のみに当たる罪（軽犯罪法違反など）については、特別の規定がない限り、犯罪組成物件以外は没収できない（刑法20条）。
没収物と一体となる従物は共に没収する事ができる（例として袋や日本刀の鞘）。
組織的犯罪処罰法、麻薬特例法などにおける没収の対象は「財産」であり、有体物以外の債権等の財産も没収することができるが、刑法19条による没収の対象は有体物に限られる（ただし不動産の没収に関する裁判例は見受けられない）。没収の対象物は社会的危険性・経済的価値のあるものに限られない（東京高判昭和32年5月8日 東京高等裁判所（刑事）判決時報8巻5号116頁は、マッチの軸棒5本を没収した原判決を維持した）。

### 没収の要件
没収は、犯人以外の者に属しない物に限り、これをすることができる。ただし、犯人以外の者に属する物であっても、犯罪の後にその者が事情を知って取得したものであるときは、これを没収する（刑法19条2項）。
なお「犯人以外の者に属しない」とは犯人以外の者が該当物につき物権が無い事を要する。単に犯人以外の者が債権や抵当を設定しているだけの場合は、該当しない（犯人に属する）。

## 追徴
犯罪追徴金は、薬物の密売や詐欺などの刑事事件の判決で被告に科され、検察が徴収する。「犯罪で不正に得た金品相当額」を被告に納付させるために、刑事裁判の判決主文で懲役刑とともに言い渡される。刑事訴訟法により、検察が徴収し、徴収したモノは国庫に入る。没収の対象物のうち、産出物件・取得物件・報酬物件・対価物件については、その全部または一部が、費消などによって失われて没収できないときには、その価額を追徴（ついちょう）する（刑法19条の2）。犯罪によって得られた利益を、犯人のもとに残すことは不当だからである。
金銭のような代替物は、没収の対象物となる場合でも、押収または封金等で特定されていない限り、没収の対象物（紙幣等）と犯罪とは無関係の同種物（紙幣等）の区別ができないから、事実上没収できない。そのため、没収できない場合にあたり、追徴を行うことになる。

### 現行追徴金制度の欠陥点・罰金制度や追徴課税との比較
犯罪組成物件や犯罪供用物件の対価については、対価物件の対価と同様に、追徴の対象にならない。納付しないと労役場に留置される罰金刑と異なり、未納している者が損する処罰がない。そのため、マネーロンダリングや暗号資産で資産隠しを行う者が多く、「取りはぐれ」が圧倒的多数派である。更に問題点として、脱税に対する追徴課税が最低5年は時効にならず、不正確認後は再延長される仕組みがあるのと比べると対象的に、現行追徴金制度はどれだけ高額犯罪利得で悪質でも、未納付状態が1年経過すると刑法の規定で時効となると定められて、未納犯罪者側が得をする仕組みなっている。この場合などに「徴収不能」とされてしまう問題もある。追徴金制度に詳しい佐藤拓磨・慶応大教授（刑法）は、犯罪組織の手元にお金が残っていると、新たな犯罪に使われるリスクが高いことから追徴金に関わる処罰を強化すべきと指摘している。例として、警察・検察が捜査の初期段階から薬物の密売や詐欺の被告の資産を保全出来る仕組み構築、金融機関との連携強化も有効と述べている。前田恒彦元検事によると、現行追徴金制度には罰金制度とは異なり、未納時に労役場留置という刑務所などで作業従事義務が無い。現行制度だと「すでに使い果たされていて強制執行できる財産がない」「どこに隠されているか分からない」といった場合には、検察としても徴収停止による督促の取りやめ、徴収不能で終わらざるを得ない制度になっている。。。法務省の統計からも、「刑事事件の判決で言い渡された罰金や追徴金」の徴収率は9割超え、労役場留置を合わせるとほぼ10割(100%)回収出来てるるのに、犯罪追徴金の納付率は極めて低い。そのため、「犯罪により不法に得た財産」を剥奪するため、より効果的で厳しい法改正が必要であると指摘している。読売新聞の情報公開請求によると、最高検が開示した資料によると、2007年度末の449億円から2024年時点の未納金額は2.7倍に増加した。「前年度までの未収分と2023年度中に新たに確定した追徴金」は計1326億円であるが、検察が徴収できたのは61億6000万円と僅か4.6％にとどまった。

## 没収に関する特別規定
没収の対象物等については各種の特別規定があり、その中では第三者所有物の没収も広く認められている。
- 刑法197条の5

賄賂罪に関して、犯人又は情を知った第三者が収受した賄賂の必要的没収を定める（裁判所の裁量によらず、必ず没収する）。
- 刑事訴訟法491条

没収を言い渡された者が刑の確定後に死亡した場合には、相続財産に対して没収を執行できることを定める。
- 関税法118条

禁制品輸入罪、密輸貨物運搬罪などに関して、禁制品や密輸品の必要的没収を定める。
- 酒税法54条4項

無免許での酒類製造罪・同未遂罪に関して、その「犯罪に係る酒類、酒母、もろみ、原料、副産物、機械、器具又は容器は、何人の所有であるかを問わず没収する」旨規定。
- 麻薬及び向精神薬取締法69条の3

麻薬類所持罪等に関して、犯人が所有又は所持する麻薬又は向精神薬について、必要的没収を定める。ただし、犯人以外の者の所有に係るときは、没収しないことができる（1項）。また、その罪の実行に関し、麻薬又は向精神薬の運搬の用に供した艦船、航空機又は車両は、没収する旨を規定する（2項）。
大麻取締法24条の5、覚醒剤取締法41条の8にも同様の規定がある。
- 銃刀法36条

登録済み銃砲刀剣類の無届け所持罪や虚偽申告罪に関して、「銃砲又は刀剣類で当該犯人が所有し、又は占有するものは、没収する」旨を規定。
- 組織的な犯罪の処罰及び犯罪収益の規制等に関する法律（組織的犯罪処罰法）

組織的犯罪に関して、その取得財産・報酬財産、資金等提供罪の資金を「不法収益」とし、不法収益の果実・対価等、不法収益の保有または処分に基づいて得た財産を「不法収益に由来する財産」として、没収することを定める。
- 国際的な協力の下に規制薬物に係る不正行為を助長する行為等の防止を図るための麻薬及び向精神薬取締法等の特例等に関する法律（麻薬特例法）16条ないし18条

薬物犯罪に関して、組織的犯罪処罰法の没収規定の準用を定める。

## 第三者所有物没収事件判決
第三者所有物没収事件では関税法118条1項の規定（関税法違反罪に関係する物件が第三者の所有である場合にも、その第三者に告知・聴聞の機会を与えることなく、当該物件を没収することができる旨定める）に基づいて没収刑を言い渡した判決が、日本国憲法第29条及び日本国憲法第31条に違反するとした最高裁判所の判決が出された。
最高裁判決を受けて、刑事事件における被告人以外の者の所有に属する物の没収手続を定める刑事事件における第三者所有物の没収手続に関する応急措置法が制定された。この法律では、その第三者が被告事件の手続に参加する機会を与え、手続上の権利を定める。

## その他の裁判例
犯罪組成物の没収の相当性につき、以下の裁判例がある。
- 不正に発給を受けた旅券を行使した被告人につき、当該旅券が外務省領事局旅券課に属するものであり被告人が何らの権利をも有しないこと、本件旅券はその没収の言渡の有無にかかわらず上記旅券課に引き継がれるものであることから、没収はできないとした事例（東京高判平成20年9月19日 東京高等裁判所（刑事）判決時報59巻1～12号81頁）
- 殺人罪等の前科の多い被告人につき、延べ11回の無免許運転・速度違反運転を行ったとして罰金40万円・普通乗用自動車を没収した量刑を相当とした事例（福岡高判昭和55年11月19日 判例時報997号168頁）
- 多数回にわたり自動車の無免許運転により罰金刑の処罰を受けたにもかかわらず、少しも反省することなく22回にわたり普通貨物自動車の無免許運転を繰り返した被告人につき、再犯の防止は執行猶予・保護観察付き懲役刑で十分可能であり没収すべき「保安処分上の必要性に乏しい」こと、被告人の妻が運転免許取得の意思を有していること、本件貨物自動車の財産的価値が約60万円であることなどに照らし、没収は量刑不当として破棄自判（主刑のみ維持）した事例（福岡高判昭和50年10月2日 刑事裁判月報7巻9・10号847頁）

犯罪供用物（犯罪に使用した道具）の没収の相当性につき、以下の裁判例がある。
- 電子メール送信によるストーカー行為を行った被告人が当該行為の用に供したパソコン2台の没収を、犯情および当該のパソコンの財産的価値が高くないこと（1台目は0円、2台目は3万2000円相当）を理由に、相当であるとした事例（東京高判平成14年12月17日 判例時報1831号155頁）
- ソ連警備艇及び海上保安庁の巡視艇の出動状况等を探知し、その追尾を高速で振り切るために船体に無線機、レーダー及び高出力の船外機等を装備した特攻船と呼ばれる各漁船2隻を使用し、共犯者らを乗り組ませるなどして、固定式刺し綱により花咲がに等を採捕し、不法にかに固定式刺し網漁業を営んだ被告人からの当該特攻船の没収を、船舶船体等の転用可能性及び価額等を考慮しても相当であるとした事例（最一小判平成2年6月28日 刑集44巻4号396頁）
- 脅迫文書を書くのに使用した万年筆を没収した事例（現住建造物放火罪も認められた。山形地判昭和39年9月8日 下級裁判所刑事裁判例集6巻9・10号1008頁）

## 類似概念
没収と似た概念に、保安処分または刑罰以外の財産的制裁の一種である没取（ぼっしゅ）があるが、刑罰ではない点で没収とは異なる。なお、没収と区別する意味で、「ぼっとり」と発音されることがある。